# Phyllonorycter manzanita
Phyllonorycter manzanita är en fjärilsart som först beskrevs av Braun 1925.  Phyllonorycter manzanita ingår i släktet guldmalar, och familjen styltmalar. Inga underarter finns listade i Catalogue of Life.